# Star Trek Into Darkness
Star Trek Into Darkness är en amerikansk film från 2013 i regi av J. J. Abrams efter manus av Roberto Orci, Alex Kurtzman och Damon Lindelof. Filmen är den tolfte Star Trek-filmen och en uppföljare till 2009 års film Star Trek.

## Produktionen
Större delen av teamet bakom den föregående filmen återvände för att arbeta med Into Darkness, däribland regissören och producenten Abrams och hans återkommande samarbetspartners: kompositören Michael Giacchino, fotografen Daniel Mindel samt klipparna Maryann Brandon och Mary Jo Markey. Alex Kurtzman och Roberto Orci skrev manus och producerade tillsammans med Damon Lindelof.
Chris Pine, Zachary Quinto, Karl Urban, Zoe Saldana, Anton Yelchin, Simon Pegg, John Cho och Bruce Greenwood repriserade sina roller från den föregående filmen, medan Alice Eve och Benedict Cumberbatch var nya i rollistan. Filmen hade premiär i USA den 15 maj 2013 på storbildsbiografer, och släpptes två dagar senare över hela landet. Filmen hade premiär den 17 maj 2013 i USA och Storbritannien och den 16 maj i Australien och Tyskland.

## Handling
Efter att ha kallats hem till jorden finner Enterprises besättning en till synes ostoppbar kraft som har angripit Stjärnflottan och lämnat jorden i kaos. Kapten Kirk och besättningen på U.S.S. Enterprise får uppdraget att leda den dödliga förbrytarjakten för att tillfångata de ansvariga och lösa en gammal konflikt.

## Rollista
- Chris Pine som Kapten James T. Kirk, befälhavare över U.S.S Enterprise.
- Zachary Quinto som Kommendörkapten Spock, verkställande och vetenskapsofficer.
- Leonard Nimoy som Spock Prime.
- Zoë Saldaña som Löjtnant Nyota Uhura, kommunikatör.
- Benedict Cumberbatch som John Harrison / Khan.[4]
- Karl Urban som Örlogskapten Dr. Leonard "Bones" McCoy, chefsläkare.
- Alice Eve som Dr. Carol Marcus[5]
- Peter Weller, som Alexander Marcus, Dr. Carol Marcus far och Amiral i Stjärnflottan.
- Simon Pegg[6] som Örlogskapten Montgomery "Scotty" Scott, andrestyrman och maskinchef.
- John Cho som Löjtnant Hikaru Sulu, rorsman.
- Anton Yelchin[6] som Fänrik Pavel Chekov, navigatör.
- Bruce Greenwood som Konteramiral Christopher Pike[7]
- Noel Clarke som Thomas Harewood.[8][9]
- Nazneen Contractor som Rima Harewood, Thomas fru.
- Joseph Gatt, som Vetenskapsbefälet 0718

Anjini Taneja Azhar, Nolan North och Sean Blakemore medverkar i filmen, tillsammans med Heather Langenkamp.

## Produktion

### Utvecklingen
I juni 2008 rapporterades det att Paramount Pictures var intresserade av att låta producenterna av Star Trek göra en uppföljare. I mars året därpå blev det klart att de skulle återvända och att manuset denna gång skulle skrivas av Orci och Kurtzman tillsammans med Lindelof. Ett preliminärt manus skulle enligt rykten stå klart till julen 2009 med planer på en premiär 2011. Kurtzman och Orci påbörjade arbetet med manuset i juni 2009, och tänkte då dela upp filmen i två delar. Under planeringsprocessen sa Abrams att han övervägde att inkludera William Shatner i uppföljaren.
Under 2010 sattes ett premiärdatum till 29 juni 2012, och Damon Lindelof bekräftade att han hade börjat arbetet på manuset med Kurtzman och Orci, och jämförde uppföljaren med The Dark Knight. Förproduktionen var från början schemalagd till januari 2011, medan producenten Bryan Burk uppgav att själva inspelningen förmodligen skulle börja under våren eller sommaren. Skådespelaren Zachary Quinto hävdade senare att dessa rapporter var osanna. Abrams, Kurtzman och Orci berättade i en intervju att de hade svårt att välja antagonist till filmen (vilket Abrams kommenterade med "Universumet som Roddenberry har skapat är så stort att det är svårt att säga att en specifik sak sticker ut"). Under intervjun diskuterade de också möjligheten att ha med Khan Noonien Singh och Klingonerna. Kurtzman och Lindelof uppgav att de hade skapat en skiss för berättelsen, och att filmen snarare kommer att utgöra en fristående berättelse än en fortsättning. I december 2010 meddelade Abrams att det fortfarande inte fanns något manus.
I januari 2011 meddelade Abrams att han inte hade bestämt sig om han skulle regissera filmen då det fortfarande inte fanns något manus. Paramount Pictures kontaktade senare Abrams och förklarade att de villa att filmen producerades i 3D; filmen spelades in 2D på film och konverterades senare till 3D i efterproduktionen. Abrams uttryckte även intresse för att spela in filmen i IMAX och förklarade att "IMAX är mitt favoritformat; jag är ett stort fan." I februari skrev Orci en kommentar på Twitter att han, Lindelof och Kurtzman riktade in sig på att leverera manuset i mars 2011; Paramount påbörjade finansieringen av förproduktionen, trots att manuset inte var färdigt. På grund av förseningar med produktionen av Jack Ryan-filmen kom Chris Pine att spela in Star Trek-uppföljaren före istället för efter Jack Ryan-filmen. I april avslöjade Orci på WonderCon att filmens första manusutkast var färdigt, och Abrams rapporterade till MTV att han skulle rikta sin fulla uppmärksamhet till Trek-uppföljaren när han färdigställt filmen Super 8. På grund av det ofärdiga manuset och osäkerheten om omfattningen av Abrams inblandning knuffade filmens premiär fram sex månader från originaldatumet i juni 2012. Samma månad bekräftade Abrams att hans nästa projekt skulle vara Into Darkness och att han skulle prioritera filmens historia och rollfigurer före ett tidigare premiärdatum. Simon Pegg som spelar Scotty uppgav i en intervju att han trodde att filminspelningen skulle starta under årets sista månader. I september skrev Abrams officiellt på för att regissera filmen och att filmen skulle ha premiär vintern 2012 eller sommaren 2013. I oktober rapporterade Orci att produktionen letande efter inspelningsplatser och en serie serietidningar, som Orci kommer att fungera som kreativ ledare för, kommer att "förebåda" filmen. Filmen fick ett reviderat premiärdatum och senarelades till 2013. Michael Giacchino bekräftade att han skulle återvända som kompositör.
Enligt rapporter hade Benicio del Toro sökt rollen som filmens skurken och även träffat Abrams för att diskutera rollen. Han avböjde dock senare att medverka i projektet. Även Demián Bichir provspelade för skurkrollen, som slutligen gick till Benedict Cumberbatch.

### Filmingen
Produktionen av filmen påbörjades den 12 januari 2012, med en schemalagd premiär den 17 maj 2013. Filmsekvenser filmades även med IMAX-kameror, och skulle även släppas i 3D. Den 24 februari 2012 släpptes bilder från inspelningarna där Benedict Cumberbatchs rollfigur sågs delta i ett slagsmål med Spock. Inspelningarna avslutades i maj 2012.
Inspelningarna ägde rum på plats i Los Angeles, Kalifornien och i området kring Lawrence Livermore National Laboratory i Livermore, samt vid Paramount Studios i Hollywood, Sony Pictures Studios i Culver City, och Crystal Cathedral i Garden Grove.

### Titel
Den 10 september 2012 bekräftade Paramount filmens titel som Star Trek Into Darkness; J. J. Abrams meddelade att till skillnad från flera tidigare titlarna i filmserien kommer hans andra Star Trek-film inte ha ett nummer. Anledningen var att undvika att återanvända numreringen av uppföljarna som började med Star Trek II – Khans vrede, eller göra ett konstigt hopp från Star Trek till Star Trek 12. Manusförfattaren och producenten Damon Lindelof berättade om problemen med att bestämma titeln: "vi har haft fler diskussioner om vad vi ska kalla den än vad vi lagt på att filma den [...] det finns inget ord som kommer efter kolonet i "Star Trek" som är häftigt. Det är inte det att Star Trek: Insurrection eller Star Trek: First Contact inte är bra titlar, det är bara det att allt folk hatar med Star Trek representeras av det där kolonet."

### Distribution
Dolby Laboratories och Paramount Pictures bekräftade att Star Trek Into Darkness skulle släppas i ljudformatet Dolby Atmos, samt att Andy Nelson och Anna Behlmer skulle överse ljudmixen under övervakning av Ben Burtt och Matthew Wood.

## Marknadsföring
Två mindre roller i filmen lottades ut i en tävling som Abrams tog fram efter premiären av Super 8, där deltagarna skulle svara rätt på några frågor. J. J. Abrams publicerade tre bilder från filmen på Conan den 4 oktober 2012, som han beskrev föreställde Spock "i en vulkan, i den här galna dräkten".
Den officiella postern för filmen släpptes den 3 december 2012, och visade en mystisk figur stående på en hög med brinnande bråte som ser över en plats som liknar ett skadat London.
Figuren står i ett hål som är format som Stjärnflottans logotyp urblåst på sidan av en byggnad.
Drygt nio minuter av filmmaterial av öppningsscenen visades i samband med IMAX-visningarna av Hobbit: En oväntad resa den 14 december 2012. Alice Eve, Benedict Cumberbatch och Burke var på plats när IMAX-prologen visades i London den 14 december 2012. 
En exklusiv tvåminutersteaser släpptes på iTunes Movie Trailers den 17 december 2012. Denna teaser markerade även början på en viral marketing-kampanj, med en dold länk som tog fans till hemsidan AreYouthe1701.com.
Den 29 januari 2013 bekräftades det att en specialtrailer på 30 sekunder skulle ha premiär den 3 februari under andra kvarten av årets Super Bowl.
Paramount släppte även en app för Iphone och Android, som enligt Wired "handlar mycket om reklam för filmen".